# Jean-Jacques Andrien
Jean-Jacques Andrien (* 1. Juni 1944 in Verviers, Provinz Lüttich) ist ein belgischer Filmregisseur, Drehbuchautor und Filmproduzent.

## Leben
Nach dem Schulbesuch studierte Andrien Filmwissenschaften am Institut national supérieur des arts du spectacle et des techniques de diffusion (INSAS) bei Professoren wie André Souris (1899–1970) und André Delvaux. Nach Abschluss des Studiums begann er seine Laufbahn in der Filmwirtschaft 1968 als Regieassistent in dem von Delvaux inszenierten Film Un soir, un train mit Yves Montand und Anouk Aimée.
In seinen späteren eigenen Werken ließ er sich von seiner Geburtsstadt und der Region Wallonien inspirieren, wobei seine Filme vom Einfluss der Schule der Malerei in Verviers geprägt waren und oftmals ernsthafte, etwas in sich gekehrte Charaktere darstellten.
Bereits in seinen ersten Filmen entwickelte er damit einen persönlich-originellen Stil aufgrund der einsamen Hauptpersonen, die stets auf der Suche nach ihren eigenen Wurzeln sind. In Le Fils d’Amr est Mort (1975) mit Pierre Clémenti und Claire Wauthion (* 1945), für den er auch das Drehbuch verfasste, ist der Hauptdarsteller Pierre ein in Brüssel lebender Mann, der Freundschaft mit einem Einwanderer aus Tunesien schließt. Nachdem er diesen tot auffindet und feststellt, dass er ihn eigentlich nicht kannte, beschließt Pierre nach Tunesien zu reisen, um herauszufinden, wer sein Freund war. Für den Film erhielt Andrien 1975 den Goldenen Leopard beim Internationalen Filmfestival von Locarno.
In Das weite Land von Alexis Droeven (Le grand paysage d’Alexis Droeven, 1981) mit Jan Decleir, Nicole Garcia und Maurice Garrel führt Andrien die Dialoge zwischen Alexis und seinem Vater über aktuelle Themen wie die Milchquote der Europäischen Gemeinschaft ein, aber auch über die Probleme der Sprachwissenschaft. Diese Probleme drücken die ganze Realität wie Memoiren aus. Der Film war bei den Internationalen Filmfestspielen Berlin 1981 für den Goldenen Bären nominiert.
Im Film Sehnsucht nach Australien (1989) mit Fanny Ardant und Jeremy Irons stellt Andrien, der auch wiederum das Drehbuch verfasste, einen in Australien lebenden Wollhändler dar, der in seine Heimatstadt Verviers zurückkehrt, nachdem das Geschäft seines Bruders von der Insolvenz bedroht ist. Dabei ist die Dialektik von Innerlichkeit und Landschaft, von Wurzeln und Exil ständig präsent. Zugleich schafft er in diesem Werk eine Methode des Gleichgewichts zwischen der Genauigkeit der Anekdote und der Universalität seines Ansatzes. Um seine Paradoxien zu veranschaulichen, verwendet der Regisseur viele Techniken: Zum Beispiel verzerrt er den Soundtrack und verwendet in Bildsequenzen falsche Stimmen. Der Film war bei den Internationalen Filmfestspielen von Venedig 1989 für den Hauptpreis nominiert und gewann die Osella für die Kamera von Giorgos Arvanitis.

## Filmografie
R = Regie, P = Produzent, D = Drehbuch
- 1972: Le Rouge, le rouge, le rouge (R)
- 1975: Le Fils d’Amr est Mort (R, D)
- 1981: Le Grand paysage d’Alexis Droeven (R)
- 1989: Sehnsucht nach Australien (Australia) (R, D)
- 1992: Parfois trop d’amour (P)
- 2001: Quand les hommes pleurent … (P)
- 2004: L’Enfant endormi (P)